# Старовойт Маргарита Глібівна
Маргарита Глібівна Старовойт (нар. 9 червня 1922, Оренбург) — українська радянська художниця-графік; член Спілки радянських художників України.

## Біографія
Народилася 9 червня 1922 року в місті Оренбурзі (нині Росія). 1950 року закінчила Львівське училище прикладного та декоративного мистецтва. Мешкала у Львові в будинку на вулиці Тернопільській, № 1 а, квартира № 8.

## Творчість
Працювала в галузі станкової графіки, переважно у техніці гравюри на дереві. Серед робіт:
серії
- «Радянський Львів» (1953—1957);
- «Індустріальна Львівщина» (1958—1960);
- «Люди трудової слави» (1961);
- «Гуцульщина під радянським сонцем» (1962);
- «Мій сучасник» (1969);

окремі гравюри
- «Львів. Стрийський парк» (1959);
- «Мати» (1967);
- «Львівський філіал Центрального музею Володимира Леніна» (1971);
- «Гуцулка з Красноїлова» (1971, гравюра на дереві).

Авторка низки екслібрисів.
Брала участь у республіканських виставках з 1954 року, всесоюзних та зарубіжних — з 1955 року.